# Донмыанг
Донмыанг (тайск. ท่าอากาศยานดอนเมือง, англ. Don Mueang, (Old) Bangkok International Airport) — международный аэропорт Бангкока. Является старейшим действующим коммерческим аэропортом в Азии. Позиционируется как центральный хаб бюджетных авиакомпаний в Таиланде, оперирующих на внутренних и международных маршрутах. До открытия аэропорта Суварнабхуми, которое состоялось осенью 2006 года, на протяжении почти века являлся главным аэропортом Таиланда.

## История

### Предшественник
С 1911 года самолеты прилетавшие в Таиланд приземлялись  на территории ипподрома Royal Bangkok Sport Club. Площадку в центре ипподрома назвали «Аэродром Сапатум». Здесь проходили авиашоу и были организованы прогулки на самолетах. Оценив военный потенциал авиации, Министерство обороны Таиланда направило офицеров обучаться профессии летчиков во Францию, а также закупило несколько самолетов. Военные приняли решение создать военную базу с ангарами, сервисными зонами, казармами. Однако место в центре города было признано неподходящим для активного использования, и Министерство обороны начало поиск новой площадки для аэропорта, которая должна быть ровной, незаселенной, не подвергаться подтоплениям.

### Происхождение названия
Территория, где было принято решение разместить аэропорт, называлась «Дон ийиоу» (тайск.: ดอนอีเหยี่ยว), образованное от слов ดอน (высокое от воды плато), เหยี่ยว (ястреб) и упрощающей произношение связки อี. На этой территории массово гнездились ястребы. Когда армейское авиационное подразделение переехало на эту территорию, то название изменили для простоты на Донмыанг (тайск.: ดอนเมือง), образованное от слов ดอน (высокое от воды плато) и เมือง (район, территория), унаследовав от старого названия территории слово, обозначающее важнейшие для аэропорта характеристики. Соответственно, первым названием аэропорта стало «Аэродром Донмыанг» (тайск.:สนามบินดอนเมือง).

### Ранние годы
На месте будущей военной авиабазы располагались рисовые поля, принадлежавшие разным владельцам. Земли были частично выкуплены, частично экспроприированы в пользу Министерства обороны, частично подарены владельцами государству. Начались строительные работы, рисовые поля превратили в ровный газон, на который могли приземляться самолеты.
Работы были завершены к 23 февраля 1914 года. Первые самолеты приземлились на аэродром 8 марта 1914 года. «Военный Департамент Авиации» был создан в 1914 году и расположился в Донмыанге. Аэродром начал эксплуатироваться с 27 марта 1914 года в качестве базы будущих ВВС Таиланда.
Коммерческие рейсы стартовали в 1924 году. Аэродром стал использоваться совместно военной и гражданской авиацией.
В 1931 году Министерство торговли и коммуникаций Таиланда создало компанию Air Transport Co. (Aerial Transport Company of Siam Ltd., ныне The Transport Co., Ltd.), которая создала сеть внутренних коммерческих перевозок в Таиланде, используя аэродром Донмыанг в качестве базового. Также компания осуществляла трансфер пассажиров наземным транспортом из Бангкока к аэродрому Донмыанг. Компания также осуществляла чартерные воздушные перевозки. Однако, из-за второй мировой войны объем перевозок сократился, и в 1947 году компания была перепрофилирована.
В 1932 году были установлены посадочные огни и освещение аэропорта
В 1933 году аэропорт был на 4 дня захвачен повстанческими войсками в ходе Мятежа принца Боворадета.
В 1930х годах функционировали две ВПП длиной около 1200 метров каждая, расположенные под углом друг к другу
К 1938 году уже было построено здание терминала, КДП, дом отдыха и ресторан.
В ходе Второй мировой войны аэропорт не был разбомблен, несмотря на то, что стоял в американском плане на уничтожение. 6 июня 1944 была запланирована атака американскими бомбардировщиками «B-24 Освободитель», но она не состоялась из-за плохой погоды. Цель была признана незначительной из-за низкой активности базировавшихся в аэропорту самолетов Японии.
К окончанию второй мировой войны одна из ВПП была удлинена до 1829 метров.
В 1947 году гражданские авиаперевозки из аэропорта были возобновлены. Ими до 1951 года эксклюзивно занималась созданная государством компания Siamase Airways Co.Ltd (ныне Thai Airways)
В 1948 году аэропорт сменил название с "Аэродром Донмыанг" (тайск.:สนามบินดอนเมือง) на "Аэропорт Донмыанг" (тайск.:ท่าอากาศยานดอนเมือง, англ.: Don Muang Airport).
К концу 1950х годов в аэропорту использовались две параллельные ВПП длиной 3000 метров и 2750 метров.
21 июня 1955 года аэропорт вновь сменил название с "Аэропорт Донмыанг" на "Столичный аэропорт" (тайск.: ท่าอากาศยานกรุงเทพ; англ.: Bangkok Airport) и носил это имя до своего временного закрытия в 2006 году.
В начале 1960х годов из Донмыанга осуществлялись перевозки пассажиров и грузов  в 13 городов, используя самолеты DC-3, С-47, пришедшие на смену моделям De Havilland, Fairchild, Bonanza.
С середины 1961 года и до 1970 года на аэродроме базировался отряд американских ВВС и самолеты F-102 в рамках усиления военной группировки США в результате эскалации столкновений на территории Вьетнама
В 1965 году на территории аэропорта была открыта фабрика-кухня с объемом производства 40 000 блюд в месяц.
В июле 1979 была сформирована государственная компания Airport Authority of Thailand, которая стала управлять аэропортами Таиланда, и Донмыангом в том числе.
К 1980 году аэродром имел следующие характеристика: ВПП 03L/21R - 3550м х 60м асфальтобетон, ВПП 03R/21L 3000м х 45м бетон. Площадь перрона – 70 950м²

### Модернизация
В 1980х годах предполагалось модернизировать имеющийся терминал, увеличить площадь перрона и построить третью ВПП. Однако не все планы были реализованы.
В 1983 году была завершена постройка новой ВПП 03L/21R, длиной 3700 метров и параллельной ей рулежной дорожки. Вторая полоса аэродрома, находящаяся в предаварийном состоянии, с тех пор использовалась ВВС Таиланда.
В 1985 году было построено новое здание терминала внутренних рейсов, которое стало использоваться в том числе и для некоторых региональных рейсов таких авиакомпаний как Burma Airways и Hang Khong Vietnam. В первый же год работы терминал обслужил 1 250 000 пассажиров. Терминал не был оборудован телетрапами, для обслуживания пассажиров использовались автобусы.
В том же 1985 году авиакомпания Thai Airways International строит новый грузовой терминал. Тогда же в Донмыанге открывается новый сервисный центр по обслуживанию широкофюзеляжных самолетов Airbus и Boeing.
Новый терминал для обслуживания международных рейсов открылся в 1987 году. В новом терминале расположились 76 стоек регистрации, что на 36 больше количества, установленного в старом терминале. Пропускная способность международного терминала удвоилась: до 16 миллионов пассажиров в год. В терминале были установлены 12 траволаторов, 23 эскалатора, 12 лифтов. Площадь главного ресторана составляла 1500м², в терминале работали и другие пункты общественного питания. Для пассажиров бизнес класса действовали 2 лаунжа. В момент запуска терминала были готовы 2 посадочных конкорса с 15 телетрапами, через несколько месяцев был готов и третий конкорс.
Построенный в те же годы новый грузовой терминал площадью 57 000м² стал больше своего предшественника в 4 раза.
Аэропорт стал способен принимать до 52 широкофюзеляжных самолета одновременно. В результате, некоторые авиакомпании вновь стали использовать Бангкок вместо Сингапура для промежуточной остановки на маршрутах в Австралию и другие страны.
В 1995 году было построено дополнительное шоссе, соединяющее аэропорт с городом.
Азиатский финансовый кризис 1998 года привел к идее о заморозке строительства нового аэропорта. Предполагалось более бюджетное решение о расширении аэропорта Донмыанг за счет переноса военной базы с его территории.

### XXI век
В период с сентября 2006 года по март 2007 года аэродром использовался только для чартерных и военных рейсов, 24 марта 2007 года был вновь открыт для осуществления внутренних коммерческих полётов. 
С 13 марта 2007 года аэропорт вновь стал называться "Аэропорт Донмыанг" (тайск. ท่าอากาศยานดอนเมือง, однако в английское название была добавлена одна буква: Don Mueang) Также аэропорт получил новый код "DMK", так как использовавшийся ранее "BKK" был передан аэропорту Суварнабхуми.
Отдельностоящий терминал внутренних рейсов был закрыт в 2006 году. В 2020 году планировалось начать двухлетнюю перестройку терминала в рамках большого проекта по реновации аэропорта с бюджетом 36 800 000 000 батов, однако работы не были начаты. В 2023 году проект был актуализирован, работы планируется закончить в 2029 году.

## Характеристики
Площадь аэропорта составляет 6,32км². Аэропорт использует аэродром совместно с RTAF, там базируется 1-й воздушный дивизион, состоящий в основном из самолетов обслуживания. Комплекс пожаротушения аэропорта аттестован по 9 категории. Компания AOT, управляющая аэропортом, задействует около 1500 штатных сотрудников в аэропорту, не считая трудящихся по временному найму.

### Аэродром
В 2024 году площадь перрона аэродрома составляет 860 000м². Количество парковочных мест для самолетов на авиаперроне - 101.
На аэродроме есть две ВПП:
- 03L/21R - 3700м х 60м со смешанным покрытием и характеристиками PCN 102/F/C/W/T в асфальтовой части и PCN 124/R/C/W/T в бетонной части.
- 03R/21L 3500м х 45м с асфальтовым покрытием и характеристиками PCN 126/F/D/W/T.

### Терминалы
В аэропорту установлены автоматы регистрации на рейс (CUSS) и стойки самостоятельной сдачи багажа (CUBD).

#### Терминал 1
Построен в 1987 году.
В терминале расположены 3 зала повышенной комфортности: Miracle Lounge No. 1, Miracle Lounge No. 2, The Coral Executive Lounge.

#### Терминал 2
Построен в 1995 году.
В терминале расположены 4 зала повышенной комфортности: Nok Air Lounge, Miracle Lounge, The Coral Executive Lounge, The Coral Forest Lounge.

#### Терминал 3
Построен в 1985 году. В 2011 году закрыт.

### Транспортное сообщение
Платная надземная дорога  Uttaraphimuk Elevated Tollway (в просторечии Don Muang Tollway) соединяет аэропорт с сетью автомагистралей Бангкока. По бесплатным дорогам в город можно попасть по шоссе Vibhavadi Rangsit. Кроме того существует возможность добраться до центра города железнодорожным транспортом

#### Общественный транспорт
Круглосуточно от аэропорта в любую часть города можно добраться на такси. Расчет стоимости проезда осуществляется по счетчику. Аэропортовый сбор составляет дополнительные 50 бат.

##### Железнодорожный транспорт
11 раз в сутки, останавливаясь у аэропорта, проходят пригородные электрички — рядом с вокзалом "Крунгтеп Апиват", к старому вокзалу Хуалампхонг. Стоимость проезда - 5 бат.
Начиная с 2021 года, с 5 утра до 24 часов ходят поезда городской электрички SRT Dark Red к новому ЖД вокзалу "Крунгтеп Апиват". Интервал движения 10 - 15 минут, стоимость проезда до ЖД вокзала "Крунгтеп Апиват" в 2024 году - 33 бата.

##### Автобусы
Из аэропорта в центр города можно добраться на автобусах. От терминала идут 4 основных маршрута городских автобусов:
- А1 - До автовокзала «Мочит[вд]» с промежуточными остановками у станций метро. Стоимость проезда - 30 бат.[29]
- A2 - До Монумента Победы с промежуточными остановками у станций метро. Стоимость проезда - 30 бат.[29]
- A3 - В центр города до района парка Люмпини. Стоимость проезда - 50 бат.[29]
- A4 - До пешеходной улицы Каосан[вд] и центральной площади Санам Луанг. Стоимость проезда - 50 бат.[29]

###### Трансфер
Между аэропортом Донмыанг и аэропортом Суварнабхуми ходит бесплатный автобус с 5 утра до 24 часов. Время в пути составляет от 1 часа до 2 часов. Время ожидания автобуса может достигать часа.

## Показатели деятельности
В пиковый по нагрузке 2005 год (в период, когда аэропорт оставался еще единственным аэропортом Бангкока), через него проходили маршруты 80 авиакомпаний. Было произведено 160 000 взлетно-посадочных операций, перевезено более 38 млн. пассажиров и 700 000 тонн грузов.

### Пассажиропоток
- 1970 – 1 909 217 чел./год[10]
- 1975 – 3 514 941 чел./год[10]
- 1976 – 3 700 661 чел./год[10]
- 1977 – 4 063 506 чел./год[10]
- 1980 – 4 590 000 чел./год[31]
- 1993 – 17 110 000 чел./год[31]

Данные из запроса в Викиданные.

### Маршруты
В 1992 году существовали регулярные рейсы на вертолете BK-117 между аэропортом и отелями Oriental и Shangri-La

### Авиакомпании
В конце 1980х годов 46 авиакомпаний осуществляли рейсы, останавливаясь в Донмыанге. Около 30% рейсов через аэропорт осуществляла авиакомпания Thai International.
К 2000 году более 40 авиакомпаний осуществляли регулярные рейсы, используя Донмыанг.

По состоянию на декабрь 2018 г. в международном терминале представлены компании Air Asia, Nok Air, Lion Air и другие .

### Награды и рекорды
В 2005 году являлся 18-м в мире и 2-м в Азии по пассажиропотоку.
В 2017 году признан крупнейшим аэропортом в мире по количеству обслуженных пассажиров бюджетных авиакомпаний
В 2024 году признан в рейтинге Skytrax десятым среди лучших терминалов, обслуживающих бюджетные авиалинии.

## Достопримечательности

### Поле для гольфа.
В аэропорту расположено единственное в мире поле для гольфа Kantarat Golf Course, находящееся между двумя ВПП. Полноценное поле на 18 лунок доступно с 1952 года, является первым в Бангкоке и вторым в Таиланде. Является полем для гольфа сертифицированным по стандартам безопасности ICAO. В последние годы доступ иностранных граждан запрещен. Известная также под именем Sanam Ngu (Змеиное поле), площадка для гольфа принадлежит Королевским Военно-Воздушным силам (RTAF). Стоимость посещения составляла в 20х года 21 века менее 20 евро. С 2023 года начались переговоры о передаче территории гольф поля от RTAF государству. В мая 2024 года было объявлено, что компания AoT планирует демонтировать гольф-поле и разместить на его месте дополнительные рулежные дорожки, что позволит увеличить количество взлетно-посадочных операций с 55 до 65 в час. Владелец земли (RTAF) запросил 3 миллиарда батов в качестве компенсации при условии предоставления территории AoT на 30 лет.

## Знаковые события
В 1956 году, когда была основана «Организация Договора Юго-Восточной Азии», ею были осуществлены военные учения, включавшие территорию Таиланда. В рамках учений на аэропорт Донмыанг был осуществлен парашютный десант механизированных пехотных подразделений в составе 6 000 парашютистов под прикрытием американских, британских и тайских самолетов. Зрителями шоу стали около четверти миллиона местных жителей.
9 сентября 2009 года на авиаперроне аэропорта прошел концерт "Take You to the World" певицы Tata Young.

### Киносъемки
Разные терминалы аэропорта становились декорациями для съемок фрагментов различных художественных фильмов:
- 1964 "Банк в Бангкоке[вд]" - в фильме показан основной терминал аэропорта 1960х годов.
- 1966 "Ray Master l'inafferrabile[вд]" - в фильме показан основной терминал аэропорта 1960х годов.
- 1981 "Gu" - в фильме показан терминал аэропорта, построенный в 1973 году.
- 1984 "Поля смерти" - в фильме можно рассмотреть интерьер и экстерьер самого первого терминала.

Вопреки распространенному мнению, фрагмент фильма 1999 года "Разрушенный дворец" не снимался в аэропорту Донмыанг, в роли Донмыанга использовался Международный аэропорт имени Ниноя Акино. 

## Происшествия

### Авиационные
6 декабря 1931 года Fokker F7 компании KLM дважды безуспешно пытался взлететь с аэродрома. Во время третьей попытки, он оторвался от земли, пролетел 1500 метров и врезался в земляную насыпь. Шасси оторвалось, самолет разрушился. Погибли все 4 пассажира и 2 из трех членов экипажа. Причиной катастрофы стало превышение взлетной массы.
5 декабря 1945 года при взлёте потерпел крушение английский самолет de Havilland DH.98 Mosquito FB Mk VI с номером «HR568», входивший в состав 211 эскадрильи Британских ВВС. Погибших нет.
11 октября 1954 года самолет тайских ВВС Douglas C-47 разбился вскоре после взлета. После взлета при наборе высоты произошел отказ правого двигателя. При попытке вынужденной посадки самолет заглох и врезался в землю в 500 метрах от ВПП. Погибли 4 из 16 пассажиров, 2 члена экипажа выжили.

#### EgyptAir MS864
25 декабря 1976 года Boeing 707 разбился во время захода на посадку, не долетев 2 км до аэропорта, зацепив двигателями крышу промышленного здания. Погибли все 53 человека на борту и 20 (по другим данным - 19) рабочих ткацкой фабрики.

#### Vietnam Airlines VN831
9 сентября 1988 года самолет Ту-134 разбился во время захода на посадку, не долетев 6 км до аэропорта в условиях сильного ливня и плохой видимости. 76 из 90 человек погибли, в том числе министр здравоохранения Вьетнама.

#### Qantas рейс QF1
23 сентября 1999 года самолет Boeing 747 выкатился за пределы ВПП. 38 пассажиров получили ранения.

#### Thai Aiways TG114
3 марта 2001 года самолет Boeing 737 взорвался у гейта 62 перед посадкой пассажиров среди которых был премьер-министр Таиланда. 1 человек погиб.

### Прочие
12 мая 1948 года работа аэропорта была приостановлена из-за розыска банды ограбившей инкассаторов, чьей добычей стали слитки золота на 2 000 000 долларов.
В конце марта 1981 года в аэропорту была произведена операция по освобождению заложников, удерживавшихся в приземлившемся самолете McDonnell Douglas DC-9 авиакомпании Garuda Indonesian Airways, рейс 206. Операцию против террористической группировки Komando Jihad провёл индонезийский спецназ Kopassusпри тыловой поддержке тайского спецназа RTAF Security Force Command.
5 мая 1999 года существовала реальная угроза функционированию аэропорта в результате митинга, в котором участвовали 900 инженеров и механиков компании Thai Aircraft Engineering Services. Целью митинга было выразить протест планам продать значительную долю компании иностранным инвесторам, что в свою очередь являлось мерой борьбы с кризисом в родительской компании Thai Airways
С 25 ноября по 3 декабря 2008 года аэропорт был осажден сторонниками консервативного монархического движения «Народный союз за демократию», проводивших мирные невооруженные протесты. Часть зданий аэропорта была захвачена, некоторому оборудованию был нанесен ущерб. В 2017 году были вынесены обвинительные заключения некоторым активистам с обязательством компенсации ущерба, однако в 2024 году участники протестов были оправданы.
26 октября 2011 года аэропорт был затоплен и закрыт в результате наводнения. Вновь деятельность воздушной гавани возобновилась 6 марта 2012 года.
29 июня 2023 года пассажирка была травмирована механизмом траволатора, результатом стала ампутация ноги. Траволатор работал с момента открытия терминала в 1987 году, в 2015 году прошел очередное техобслуживание производителем  В результате расследования было выяснено, что техническое состояние траволаторов не соответствует стандартам безопасности, персонал, занимающийся техосмотром не имеет соответствующих допусков и квалификации. В результате директор аэропорта был переведен на другую должность в структуре AoT, 68 работников были переведены в другие подразделения.

## Критика
В 2015 году аэропорт получал рекламации за то, что южная часть выглядит похожей на свалку из-за неиспользуемых годами самолетов компании Thai Airways.
В 2018 году аэропорт подвергся критике общественности из-за того, что цены в терминалах на 40-50% выше, чем в среднем по стране. В ходе проведенной инспекции заместитель министра транспорта нашел лишь частичное подтверждение критике.

## Перспективы
Проект по модернизации аэропорта до 2029 года разделен на несколько фаз. В рамках заключительной, третьей фазы, разделенной в свою очередь на 5 этапов, планируется снести здание терминала, на его месте построить здание терминала, снести посадочный конкорс и на его месте построить посадочный конкорс. Посадочные конкорсы решено оборудовать новыми телетрапами, которые были закуплены еще в 2020 году. Сумма контракта на приобретение 33 телетрапов у компании «PT Bukaka Teknik Utama», подразделения «Kalla Group» составила 7,5 миллиона долларов.

### III Фаза модернизации
- 1 этап. Реновация южной части аэропорта, строительство "Терминала 3", шестого посадочного конкорса, перестройку 7 этажного паркинга.[65]
- 2 этап. Реновация северной части аэропорта, расширение северного терминала, строительство терминала VVIP[65]
- 3 этап. Строительство новых парковочных площадок для самолетов и новых рулежных дорожек[65]
- 4 этап. Реновация зданий пассажирских терминалов 1, 2 ,3 ,4.[65]
- 5 этап. Модернизация обслуживающей инфраструктуры.[65]